# Madhva
Madhva (dévanágari: मध्व) egyéb neveken: Madhvácsárja, Ananda Teertha, középkori hindu filozófus, a vaisnava iskola és bölcseleti irányzat alapítója. Követőit mádhváknak nevezik. Sankara és Rámánudzsa mellett a harmadik nagy védánta iskola alapítója.
Életének időpontja bizonytalan, 1199-1278 éppúgy ismert, mint 1238-1317. A mai Karnátaka állam területén született és tinédzser korában lett szannjászi (szerzetes). Számos művet írt, főleg kommentárokat. Legfontosabb (Krisnának szentelt) templomát Udipiben építette fel, ahol tanítványi láncolata és iskolája a mai napig él. 
Mivel egyaránt szembehelyezkedett Sankara kettősség-nélküliséget hirdető monizmusával és Rámánudzsa korlátozott monizmusával, s mivel öt feloldhatatlan kettősség létét tanította, tanát dvaita-védántának, dualista védántának nevezik. Az öt kettősség:
- Isten és a lélek különbsége
- Isten és az anyag különbsége
- az egyéni lélek és az anyag különbsége
- a lelkek különbözősége
- az anyag individuális alkotóelemeinek különbsége